# Полуночные проповеди
«Полуночные проповеди» (англ. Midnight Gospel) — американский анимированный сериал для взрослой аудитории от создателя «Времени приключений» Пендлтона Уорда, а также комика и радиоведущего Дункана Трасселла. Релиз состоялся 20 апреля 2020 года на Нетфликсе, это был первый анимационный сериал созданный Уордом для Нетфликс. Действие сериала происходит на стыке удивительных межгалактических приключений и настоящего подкаста, где Дункан Трасселл берет интервью у различных гостей.
Главный герой Клэнси живёт в измерении под названием Хроматическая Лента, он подкастер и имеет в наличии сломанный симулятор Вселенной. С помощью него он путешествует по мирам, которые вот-вот должны разрушиться и интервьюирует жителей этих миров об экзистенциальном опыте, медитации и бытии. Отрывки этих интервью взяты из ранее записанных эпизодов подкаста The Duncan Trussell Family Hour. Приглашенными гостями выступили Фил Хендри, Стивен Рут, Дрю Пински, Дамьен Эчолс, Труди Гудмен, Джейсон Лоув, Кейтлин Даути, Майкл Марканио, Мария Бэмфорд, Джои Диаз, Дэвид Никтерн и Денин Фендиг.
В июне 2022 года Пендлтон Уорд анонсировал, что сериал был отменен после первого сезона.

## Описание сериала
Сюжет «Полуночных проповедей» вращается вокруг автора космического подкаста Клэнси Гилроя, который бросает свой уютный дом на Хроматической Ленте и отправляется брать интервью у существ в погибающих мирах. Каждый эпизод основан на интервью с гостем из подкаста Дункана Трасселла The Duncan Trussell Family Hour. Обычно эпизод заканчивается тем, что Клэнси едва успевает спастись от грядущего конца света и сбежать из симуляции.
Сериал имеет вертикальную структуру. Его можно смотреть с любой серии, ничего не упуская. Однако на протяжении всего сериала можно наблюдать изменения главного героя, его развитие, как персонажа. Сериал имеет сквозной сюжет.

## Критика

### Отзывы о сериале
| Сезон | Сезон | Оценки критиков   | Оценки критиков |
| Сезон | Сезон | Rotten Tomatoes   | Metacritic      |
| ----- | ----- | ----------------- | --------------- |
|       | 1     | 91 % (34 reviews) | 82 (8 reviews)  |

Сериал встретили хорошо: несколько критиков назвали последнюю серию сезона под названием «Серебряная мышь» самой трогательной и захватывающей в сезоне. Сериал получил положительные отзывы за визуальный ряд, качество анимации и глубокий сюжет, затрагивающий сложные темы. На Rotten Tomatoes рейтинг одобрения первого сезона составляет 91 % на основе 34 отзывов со средней оценкой 7,68 из 10. Консенсус сайта гласит: «Не всем пойдет на вкус варево из „Полуночных проповедей“, но те, кто отважится выпить больше, получат множество ярких визуальных образов и идей». На Metacritic первый сезон получил 82 балла. из 100 на основе отзывов восьми критиков, что указывает на «всеобщее признание».
На Кинопоиске сериал имеет оценку 8.1 из 10 и входит в топ 250 сериалов от Кинопоиска.

## Эпизоды
Режиссёром во всех эпизодах выступал Пендлтон Уорд, сценаристами выступили Майк Мейфилд, Дункан Трасселл и Пендлтон Уорд, соавторами серий «Офицеры и волки» и «Ослепленный предопределенным» стали Брендон Валш и Мередит Кескемети соответственно.
| № | Название                       | Интервьюируемый           | Эпизод подкаста | Дата премьеры   |
| --- | ------------------------------ | ------------------------- | --------------- | --------------- |
| 1 | «Вкус короля»                  | Дрю Пински                | Episode 147     | апрель 20, 2020 |
| Клэнси посещает Землю 4-169 в самый разгар зомби апокалипсиса. Клэнси, имея форму песчаного человека, принимает решение взять интервью у Парня в очка, который оказывается президентом этой Вселенной. Напротив Белого дома группа протестующих против марихуаны кажется даже не замечают наступающих зомби. Это разжигает спор между Клэнси и Парнем в очках насчет "плохих наркотиков" и "хороших наркотиков". В течение эпизода они обсуждают опасность принятия наркотиков и может ли изменённое сознание быть толчком для внутреннего развития.В конце эпизода они помогают беременной женщине (Пегги) родить, до того как все вокруг превратятся в зомби. После взрыва Вселенной, Клэнси возвращается в свое измерение с собакой по имени Шарлотт. |                                |                           |                 |                 |
| 2 | «Офицеры и Волки»              | Энн Ламотт и Рагху Маркус | Episode 301     | апрель 20, 2020 |
| Клэнси посещает "Мир клоунов" в этот раз обретая форму странного перемолотого существа. По ходу серии он встречает двух полусобак полуоленей Энни и Рагху. Озлобленные клоуны превращают их месиво, пуская по скотобойне. Почти всю серию они втроем, путешествуя по трубе и постепенно становясь единым целым, разговаривают о принятии смерти. Энни говорит о близких, которым пришлось столкнуться с раком и об их опыте принятии болезни и неизбежности скорой смерти. С Рагху они обсуждают концепцию христианства и страдания, встречу Иисуса со смертью. Клэнси, Энни и Рагху пожирает гигантская муха, а затем извергает их, чтобы накормить своих детенышей личинок. Вдохновившись их беседой, Клэнси возвращается в свое измерение, собрав пару зеленых стеклянных тапочек. |                                |                           |                 |                 |
| 3 | «Неприкаяные охотники»         | Дамьен Эчолс              | Episode 314     | апрель 20, 2020 |
| У Клэнси появляется новый подписчик по имени Дэниел Хупс, который хочет, чтобы Клэнси угостил его мороженым. Клэнси хочет порадовать Хупса и направляется на планету, чью поверхность полностью занимает собой вода. И встречает рыбочеловека по имени Дэррил. Дэррил путешествует по мировому океану в сопровождении своей команды, полностью состоящей из кошек. Вместе они управляют сложным кораблем с неевклидовой геометрией. Клэнси помогает ему приобрести специальное устройство, которое позволяет им покрытый льдом участок океана. Дэррил рассказывает, как его пребывание в тюрьме помогло ему переопределить термин «магия» и о том, как не него повлияв буддизм. Он объясняет, как медитация стала для него ключом к магии и как Библию «при правильном прочтении» можно понимать как магическую книгу. Они встречают спящего гиганта по имени Барри и заходят ему в ухо, где Дэррил превращается в гиганта, чтобы сразиться с Барри, решая прошлый конфликты. В конце серии они провоцируют взрыв мира, но Кленси успевает взять немного мороженного. Он отправляет мороженое и несколько подарков Дэниелу. Тот принимает их, но его отец, судья Хупс, важный политик, сильно злится и избивает его. |                                |                           |                 |                 |
| 4 | «Ослепленный предопределенным» | Труди Гудмен              | Episode 300     | апрель 20, 2020 |
| После последнего путешествия на затопленную планету, компьютер Клэнси сбоит и вместо планеты вечеринок отправляет его не планету в средневековом стиле. Там Клэнси встречает Руди. Она варвар, у неё есть роза, которая способна исцелять и она собирает отомстить за своего возлюбленного. Парень Руди Джеральд убит зловещим принцем Джемом Роллом, Клэнси решает последовать за ней по этому нелегкому пути. По пути Клэнси и Труди обсуждают идеи общения с близкими людьми. Эти двое говорят о прощении и о том, как люди должны ценить свое время с другими. Руди удается победить Джема Ролла и даже воскресить своего парня. Но тело злодея начинает разрушать планету. Клэнси успевает забрать розу и обнаружить, что она работает даже в его измерении. |                                |                           |                 |                 |
| 5 | «Уничтожение радости»          | Джейсон Лоув              | Episode 302     | апрель 20, 2020 |
| Чтобы спасти розу от смерти, Клэнси хочет оживить её музыкой. Он берет новый аватар, радугу по имени Нелл Нохим, и обнаруживает, что компьютер создал планету под названием Луна R3T8, на которой живут заблудшие души с отрезанными языками. Клэнси запутывается своей душой с душой по имени Боб и птицей Джейсон. Теперь их задача вырваться из тюрьмы. Но каждая попытка завершается провалом. Когда Боб умирает, его сердце проверяется, и ему приходится заново переживать свой побег, пока он не увенчается успехом. Джейсон обсуждает с Клэнси концепцию самосознания. В конце концов Бобу удается успешно сбежать, никого не убив, но он все равно умирает, пронзенный сталагмитом, которыми усыпано подножье скалы, где стоит тюрьма. Однако его сердце в этот раз проходит проверку и становится часами. Боб использует его, чтобы сбежать из тюрьмы, отращивает язык и начинает петь. Симуляция прерывается, и Клэнси возвращается домой, где обнаруживает, что роза стала святилищем для крыс, которые хотят исцеления. Клэнси прогоняет их. |                                |                           |                 |                 |
| 6 | «Гордый стервятник»            | Дэвид Никтерн             | Episode 315     | апрель 20, 2020 |
| Клэнси звонит его старшая сестра Сара. Она злится, что ей до сих пор приходится забоиться о нём и, что он берет у неё деньги на симулятор. Он тоже раздражается, обрывает звонок. Его симулятор начинает дымить, окончательно придя в негодность. Он решает увидеть своих соседей Блитфрейуса и его детей Шанефрейуса и Стефрейуса, которые используют свой симулятор для кражи артефактов. Они рассказывают ему, что ему нужно использовать зелёное масло для симулятора, иначе он перегреется. О чём сам симулятор не раз говорил Клэнси, но тот предпочитал не обращать внимания. Клэнси просто крадет масло у своих соседей. Разочарованный, компьютер отправляет его в Бутон 78914 в качестве шерифа Осьминога, там он встречает Дэвида. Дэвид учит Клэнси медитации и тому, что цель не в том, чтобы очистить разум, а в том, чтобы научиться видеть то, что вокруг тебя. Довольный, Клэнси возвращается домой с гораздо более оптимистичным взглядом на вещи. |                                |                           |                 |                 |
| 7 | «Черепахи Затмения»            | Кэтлин Доути              | Episode 318     | апрель 20, 2020 |
| Уверенный, что достиг просветления с помощью Дэвида, Клэнси отправляется в путешествие на планету пустоты. Но там ему быстро становится скучно. Он пытается соорудить водную горку, не может найти шланг с водой в своих вещах. С помощью артефакта из своего рюкзака он оказывается в мире Смерти. Клэнси решает взять интервью у Смерти, пока они путешествуют по своим странным окрестностям в поисках маленького существа, которое сбежало со шлангом для воды. Разговор идет о взглядах американцев на смерть и о том, как складывалось впечатления о ней за время мировой истории. В конце концов они настигают существо, где Смерть убивает его шариками для пинг-понга (предначертанная смерть). Клэнси почти умирает, упав со скалы, но Смерть успокаивает его, что он умрет во вращающемся кресле. Клэнси, наконец, катается на водной горке и возвращается домой, где выбрасывает свой вращающийся стул. Он признает, что все же не достиг просветления. |                                |                           |                 |                 |
| 8 | «Серебряная мышь»              | Дэнин Фидинг              | Episode 42      | апрель 20, 2020 |
| Когда Клэнси (Дункан) собирается отправиться в другой мир, его мать (Дэнин) внезапно появляется в симуляторе на космическом корабле, полном плюшевых мишек, где она изучает любовь и счастье. Они говорят о взрослении и о жизни, постепенно Клэнси, сперва превратившийся в ребёнка, начинает взрослеть, а Дэнин стареть. После того, как Денин умирает, Клэнси беременеет и рожает младенца Денин, который продолжает разговор о жизни. Клэнси сообщает, что у Денин рак груди четвёртой стадии, и объясняет, как они с Клэнси должны с этим бороться; плача. Разговор о действительно происходящем горе. Они возносятся в космос как духи, а затем как планеты и обсуждают, как большинство людей избегают темы смерти. Дэнин затягивает в чёрную дыру. Клэнси принимает её смерть. Снаружи Магистрат Хупс обрушивает полицию на Клэнси, чей симулятор снова начинает дымить. Блитфрейус, увидев полицейских, убегает в свой симулятор со своими детьми. Шарлотт защищает Клэнси от пули, направленной на него, Их засасывает в симулятор, который затем взрывается; убивая всех в пределах досягаемости. Клэнси и Шарлотт подбирает поезд, полный персонажей, которых они встречали в предыдущих эпизодах. Клэнси садится рядом с одним из них и спрашивает, мертвы ли они, на что пассажир, представляющий духовного ученого Рама Дасса, говорит: «Просто будь здесь сейчас». |                                |                           |                 |                 |

## Создание проекта
Начало пути
Работая над Временем приключений Уорд слышал от своего коллеги о подкасте Дункана Трасселла. Он сразу заинтересовался подкастом, ведь гости и Дункан говорили о философии. Примерно в 2013 году Дункан получает от Уорда электронное письмо с восхищенным отзывом о своем подкасте. Проходит ещё год и Пендлтон Уорд уходит с позиции шоураннера «Времени приключений». Несмотря на то, что в интервью после своего ухода он говорил, что не будет работать над другим сериалом, Уорд все же сделал первые шаги в создании нового проекта, основанного на адаптации подкаста Трассела. Некоторое время спустя Трассел и Уорд стали друзьями, и Уорд предложил Трасселу превратить его подкаст в мультсериал. Было несколько попыток сработаться. В 2018 году Уорд снова пришел с примерным концептом; взять подкаст-разговор Трассела и его гостя о наркомании и воспроизвести его поверх аниматика, заставив их сражаться с зомби.
Производство
Позже концепт о зомби был включен в пилотную серию сериала. Эти двое представили концепцию сериала в форме подачи Майку Муну, главе отдела анимации для взрослых в Нетфликс. В 2019 году Нетфликс заказал восемь серий, премьера которых состоялась 20 апреля 2020 года. Получив зелёный свет, они собрали команду комиков, таких как Джонни Пембертон, Брендон Уолш, «Странный Эл» Янкович и Эмо Филипс, к которым присоединились оккультист Джейсон Лув и белая ведьма Майя Д’Ауст. Уорд и Трасселл собрали команду из190 человек в Titmouse и начали работать над созданием эпизодов. Майк Мэйфилд присоединился к проекту в качестве главного режиссёра и сценариста всех эпизодов. В команду шоу входили Джесси Мойнихан (художественный руководитель), Антонио Каноббио (главный креативный директор Titmouse), режиссёром анимации выступил Майк Руш. Мэйфилд сказал, что нужно время, чтобы «попробовать что-то девятью разными способами, прежде чем одно небольшое изменение превратит это из неуклюжего в невероятное».
Концепция была расширена, поскольку авторская комната начала исследовать различные потенциальные апокалипсисы и искать способ гарантировать, что материал подкаста сможет соответствовать сюжетным линиям, которые выстраивались в эпизоде. Необходимо было выбрать отрывки интервью достаточно адаптируемыми для анимации. Трасселл назвал это «трудоемким процессом». Важной задачей было создать баланс между психоделической апокалиптической анимацией и беседой гостей и автора подкаста. При чрезмерном акценте на анимацию люди не будут обращать внимание на речь и смыслы в размышлениях. Команда работала над тем, чтобы беседа и анимированный мир были связаны друг с другом, художественно дополняли друг друга, подчеркивая и раскрывая смыслы. По словам Трасселла, влияние на «Полуночные Проповеди» оказала лоу-файная эстетика Adult Swim в целом и такие шоу, как Space Ghost Coast to Coast и Aqua Teen Hunger Force. Другие ссылки включали анимационные фильмы Watership Down и The Last Unicorn, мультсериалы Æon Flux и Liquid Television, а также детективный телесериал ужасов Twin Peaks.